# The Casting of Frank Stone
The Casting of Frank Stone est un jeu vidéo d'horreur interactif développé par Supermassive Games et publié par Behaviour Interactive. Le jeu a été révélé lors des Game Awards 2023. Il se déroule dans l'univers du jeu Dead by Daylight et est sorti le 3 septembre 2024 sur Microsoft Windows, PlayStation 5 et Xbox Series.

## Synopsis
L'ombre de Frank Stone plane sur Cedar Hills, une ville à jamais marquée par son passé violent. Comme un groupe de jeunes amis est sur le point de le découvrir, l'héritage de Stone est profondément ancré et a laissé des traces indélébiles sur les familles, les générations, et la réalité elle-même de cet endroit,.

## Système de jeu
Le jeu se déroule au cours de l'été 1980 dans la ville de Cedar Hills, dans l'Oregon, et amène quatre jeunes cinéastes en herbe qui veulent réaliser un film d'horreur dans une aciérie condamnée,. Semblable aux sorties précédents de Supermassive Games, le jeu dispose d'un récit à embranchements, d'énigmes environnementales et des QTE. Justin Fragapane, responsable principal de l'équipe de rédaction de Behaviour Interactive, ajoute que "chaque décision que vous prenez détermine le scénario, et peut-être la seule chose qui se dresse entre la vie et la mort pour ce groupe de jeunes amis". Les joueurs devront également rassembler des indices pour en savoir plus sur l'histoire de Cedar Hills.

## Développement
Behaviour Interactive a annoncé en mai 2023 que Supermassive Games développait un jeu solo se déroulant dans l'univers Dead by Daylight. The Casting of Frank Stone a été officiellement révélé lors des Game Awards 2023, où une bande-annonce du jeu a été diffusée. Mathieu Cote, responsable des partenariats chez Behaviour, a déclaré qu'un jeu narratif solo dans l'univers Dead by Daylight était quelque chose que le studio avait toujours voulu faire à un moment donné, mais qu'ils n'avaient pas l'expérience pour une aventure à un joueur, ce qui a conduit l'équipe à chercher ailleurs, avec Supermassive, étant la première équipe à laquelle ils se sont adressés,. Steve Goss de Supermassive Games a déclaré que le jeu serait familier si les joueurs avaient joué à certains des précédents jeux narratifs solo du studio, mais il y avait aussi "d'énormes sections du jeu qui ne ressemblent en rien à un jeu Supermassive traditionnel" en raison de la connexion avec l'expérience de Dead by Daylight, Goss ajoutant qu'il existe un équilibre entre les deux types de jeux.

## Sortie
The Casting of Frank Stone est sorti sur Microsoft Windows, PlayStation 5 et Xbox Series le 3 septembre 2024.